# Solorina saccata
Solorina saccata, auch Sackflechte oder Schrotschussflechte genannt, ist eine Laubflechte aus der Ordnung der Lecanoromycetes. 

## Beschreibung

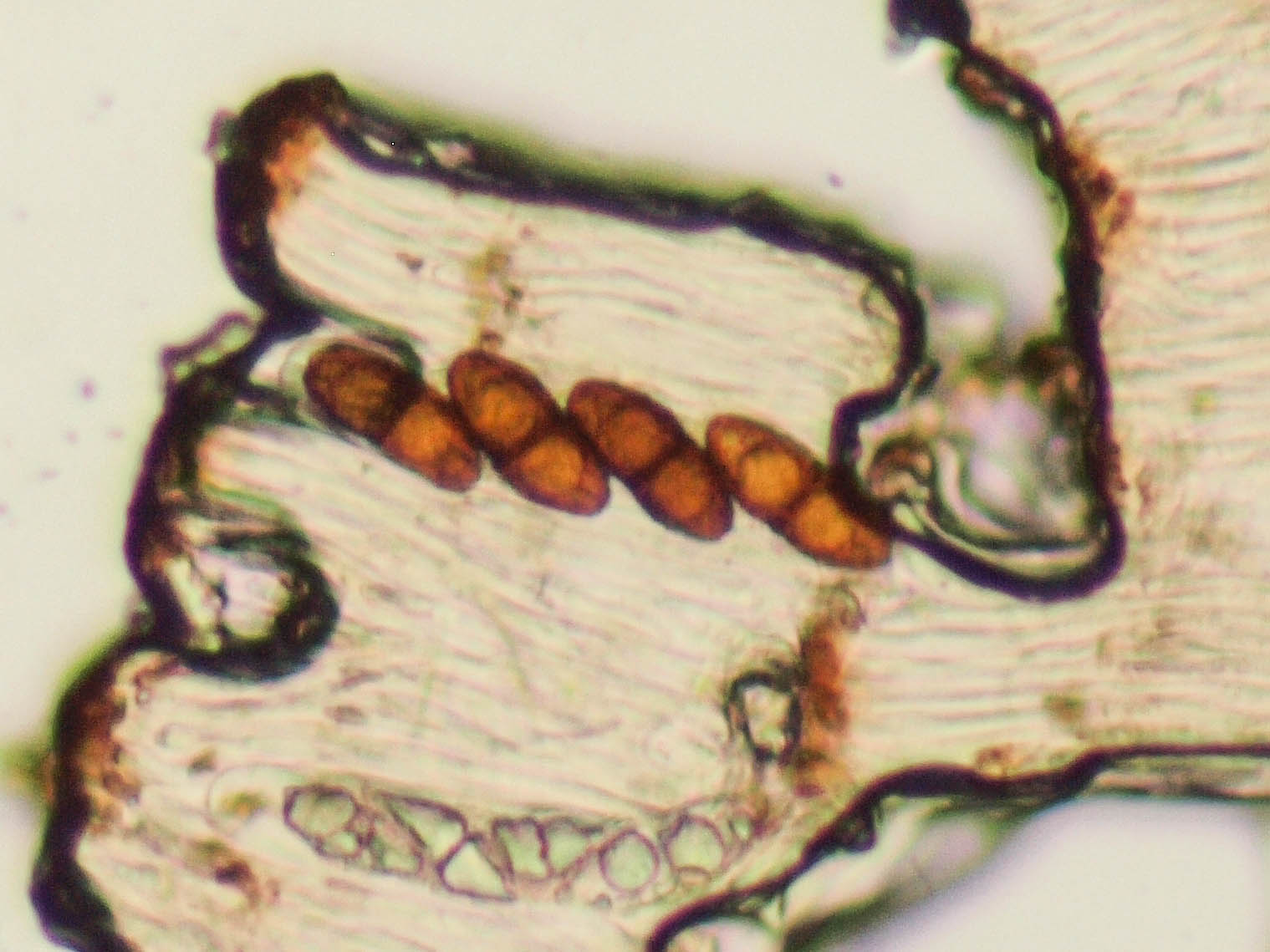
Charakteristisch für diese Art sind die vier zweizelligen Sporen.

Die Lageroberseite ist graugrün bis bräunlich, im nassen Zustand frisch grün, die Unterseite weiß bis bräunlich, mit langen Rhizinen. Die braunen Apothecien, 2 – 6 mm groß, sind tief in den Thallus eingesenkt. Neben Grünalgen der Gattung Coccomyxa findet man oft auch Cyanobakterien (als interne Cephalodien) im Lager. Von verwandten Arten unterscheidet sie sich durch die vier zweizelligen Sporen in den Asci.

## Standort  und Verbreitung
In Deutschland vom Flachland (seltener) bis ins Gebirge (häufiger) verbreitet. Kommt von den Gebirgen des Mittelmeerraumes bis in die Arktis vor. Die Sackflechte wächst in schattigen Lagen auf kalkhaltigen Böden, oft in Felsspalten.